# أميدو غليليت
أميديو غيليت كا ن ضابطا سابقا في الجيش الإيطالي. ولد في بياتشنسا، نحدر من عائلة نبيلة من بيدمونت. تخرج من أكاديمية من المشاة والفرسان من مودينا عام 1930 وبدأ حياته المهنية في الجيش الإيطالي.
مثل جيليت إيطاليا في مصر، اليمن، الأردن، المغرب، وسفيرا إلى الهند حتى عام 1975. في عام 1971، كان في المغرب خلال محاولة فاشلة لاغتيال الملك.